# Кубок европейских чемпионов по волейболу среди женщин 1997/1998
38-й розыгрыш Кубка европейских чемпионов по волейболу среди женщин проходил с 11 октября 1997 по 15 марта 1998 года с участием 27 клубных команд стран-членов Европейской конфедерации волейбола (ЕКВ). Финальный этап был проведён в Дубровнике (Хорватия). Победителем турнира впервые в своей истории стал хорватский «Дубровник».

## Команды-участницы
| Страна               | Команда                               |                                   |
| -------------------- | ------------------------------------- | --------------------------------- |
| Австрия              | «Пост» (Вена)                         | Чемпион Австрии 1997              |
| Белоруссия           | «Амкодор» (Минск)                     | Чемпион Белоруссии 1997           |
| Бельгия              | «Керхер» (Херенталс)                  | Чемпион Бельгии 1997              |
| Болгария             | «Левски-Сиконко» (София)              | Чемпион Болгарии 1997             |
| Босния и Герцеговина | «Ревеус» (Лукавац)                    | Чемпион Боснии и Герцеговины 1997 |
| Венгрия              | «Агриа-Эгер» (Эгер)                   | Чемпион Венгрии 1997              |
| Германия             | «УСК Мюнстер» (Мюнстер)               | Чемпион Германии 1997             |
| Греция               | «Филатлетик» (Врилисия)               | Чемпион Греции 1997               |
| Дания                | «Хольте» (Хольте)                     | Чемпион Дании 1997                |
| Испания              | «Конструксьонес Маричаль» (Ла-Лагуна) | Чемпион Испании 1997              |
| Италия               | «Фоппапедретти» (Бергамо)             | Чемпион Италии 1997               |
| Люксембург           | «Мамер» (Мамер)                       | Чемпион Люксембурга 1997          |
| Македония            | «Работнички-Фершпед» (Скопье)         | Чемпион Македонии 1997            |
| Нидерланды           | «Бондюэль» (Вюгт)                     | Чемпион Нидерландов 1999          |
| Польша               | «Аугусто» (Калиш)                     | Чемпион Польши 1997               |
| Португалия           | «Каштелу да Мая» (Мая)                | Чемпион Португалии 1997           |
| Румыния              | «РАТБ-Грюндфош» (Бухарест)            | Чемпион Румынии 1997              |
| Словакия             | «Спаса» (Жилина)                      | Чемпион Словакии 1997             |
| Словения             | «Кемиплас» (Копер)                    | Чемпион Словении 1997             |
| Турция               | «Вакыфбанк» (Анкара)                  | Чемпион Турции 1997               |
| Украина              | «Искра» (Луганск)                     | Чемпион Украины 1997              |
| Финляндия            | «Ориведен Поннистус» (Оривеси)        | Чемпион Финляндии 1997            |
| Франция              | «Рьом-Овернь» (Рьом-эс-Монтань)       | Чемпион Франции 1997              |
| Хорватия             | «Дубровник» (Дубровник)               | Чемпион Хорватии 1997             |
| Чехия                | «Олимп» (Прага)                       | Чемпион Чехии 1997                |
| Швейцария            | БТВ (Люцерн)                          | Чемпион Швейцарии 1997            |
| Югославия            | «Единство» (Ужице)                    | Чемпион Югославии 1997            |

## Система проведения розыгрыша
В турнире принимали участие чемпионы 27 стран-членов ЕКВ. Соревнования состояли из квалификации (два раунда), предварительного и финального этапов. Напрямую в предварительный этап получили возможность заявить своих представителей страны, команды которых в предыдущем розыгрыше заняли в группах 1—4 места (Австрия, Германия, Греция, Италия (2), Россия, Украина, Франция). Остальные участники предварительной стадии определялись в ходе квалификации.
На предварительном этапе 16 команд-участниц разбиты на 2 группы. В группах команды играли в один круг. В финальный этап вышли команды, занявшие в группах два первых места.
Финальный этап проводился в формате «финала четырёх» — полуфинал и два финала (за 3-е и 1-е места).

## Квалификация

### 1-й раунд
11—19.10.1997
 «Мамер» —  «Хольте»
11 октября. 0:3 (5:15, 2:15, 11:15).
12 октября. 1:3 (15:11, 4:15, 8:15, 16:17). Оба матча прошли в Мамере.
 «Работнички-Фершпед» (Скопье) —  «Ревеус» (Лукавац)
11 октября. 3:0 (15:8, 15:10, 15:4).
13 октября. 3:0 (15:6, 15:2, 15:12). Оба матча прошли в Скопье.
 БТВ (Люцерн) —  «Каштелу да Майа» (Майа)
11 октября. 3:0 (15:13, 15:8, 15:8).
19 октября. 3:2 (12:15, 15:9, 17:15, 9:15, 15:6).

### 2-й раунд
29.11—7.12.1998
 «Ориведен Поннистус» (Оривеси) —  «Единство» (Ужице)
29 ноября. 0:3 (14:16, 8:15, 11:15).
6 декабря. 1:3 (15:13, 11:15, 7:15, 5:15).
 «Аугусто» (Калиш) —  «Работнички-Фершпед» (Скопье) 
29 ноября. 3:0 (15:1, 15:6, 15:2).
6 декабря. 3:0 (15:3, 15:5, 15:13).
 «Амкодор» (Минск) —  «Конструксьонес Маричаль» (Ла-Лагуна)
29 ноября. 0:3 (9:15, 12:15, 9:15).
6 декабря. 0:3 (8:15, 2:15, 6:15).
 «Кемиплас» (Копер) —  «РАТБ-Грюндфош» (Бухарест)
29 ноября. 3:1 (15:12, 15:11, 10:15, 16:14).
6 декабря. 0:3 (7:15, 10:15, 4:15).
 «Олимп» (Прага) —  «Керхер» (Херенталс)
29 ноября. 3:0 (15:6, 15:13, 15:1).
7 декабря. 3:1 (15:5, 7:15, 15:11, 15:10).
 «Спаса» (Жилина) —  БТВ (Люцерн)
29 ноября. 3:0 (15:13, 15:11, 15:6).
7 декабря. 0:3 (11:15, 6:15, 3:15). Общий счёт игровых очков по сумме двух матчей 65:75.
 «Агриа-Эгер» (Эгер) —  «Левски-Сиконко» (София)
30 ноября. 3:1 (15:6, 12:15, 15:12, 15:1).
7 декабря. 0:3 (12:15, 11:15, 13:15).
 «Хольте» —  «Дубровник»
4 декабря. 0:3 (2:15, 0:15, 7:15).
5 декабря. 0:3 (5:15, 7:15, 10:15). Оба матча прошли в Хольте.

## Предварительный этап
13.01—24.02.1998

### Группа А
| М | Команда                   | 1   | 2   | 3   | 4   | 5   | 6   | 7   | 8   | И | В | П | С/П   | О  |
| - | ------------------------- | --- | --- | --- | --- | --- | --- | --- | --- | - | - | - | ----- | -- |
| 1 | «Фоппапедретти» (Бергамо) |     | 3:1 | 3:2 | 3:0 | 3:0 | 3:0 | 3:0 | 3:0 | 7 | 7 | 0 | 21:3  | 14 |
| 2 | «Вакыфбанк» (Анкара)      | 1:3 |     | 3:1 | 3:1 | 3:1 | 3:0 | 3:0 | 3:0 | 7 | 6 | 1 | 19:6  | 13 |
| 3 | «Аугусто» (Калиш)         | 2:3 | 1:3 |     | 3:1 | 1:3 | 3:0 | 3:0 | 3:0 | 7 | 4 | 3 | 16:10 | 11 |
| 4 | «Искра» (Луганск)         | 0:3 | 1:3 | 1:3 |     | 3:0 | 3:1 | 3:2 | 3:2 | 7 | 4 | 3 | 14:14 | 11 |
| 5 | «Филатлетик» (Врилиссия)  | 0:3 | 1:3 | 3:1 | 0:3 |     | 3:2 | 3:2 | 3:0 | 7 | 4 | 3 | 13:14 | 11 |
| 6 | «Единство» (Ужице)        | 0:3 | 0:3 | 0:3 | 1:3 | 2:3 |     | 3:0 | 3:2 | 7 | 2 | 5 | 9:17  | 9  |
| 7 | «Олимп» (Прага)           | 0:3 | 0:3 | 0:3 | 2:3 | 2:3 | 0:3 |     | 3:0 | 7 | 1 | 6 | 7:18  | 8  |
| 8 | БТВ (Люцерн)              | 0:3 | 0:3 | 0:3 | 2:3 | 0:3 | 2:3 | 0:3 |     | 7 | 0 | 7 | 4:21  | 7  |

13.01: Единство — Вакыфбанк 0:3 (11:15, 7:15, 7:15).
14.01: Аугусто — Фоппапедретти 2:3 (16:14, 9:15, 15:3, 8:15, 12:15).
14.01: Олимп — Филатлетик 2:3 (6:15, 15:6, 12:15, 16:14, 18:20).
14.01: БТВ — Искра 2:3 (10:15, 15:9, 11:15, 15:9, 12:15).
21.01: Аугусто — БТВ 3:0 (15:6, 15:7, 15:3).
21.01: Вакыфбанк — Олимп 3:0 (15:7, 15:6, 15:7).
21.01: Искра — Единство 3:1 (15:11, 15:6, 13:15, 16:14).
21.01: Фоппапедретти — Филатлетик 3:0 (15:8, 15:9, 15:5).
27.01: Олимп — Искра 2:3 (15:12, 8:15, 16:14, 9:15, 8:15).
28.01: Филатлетик — Вакыфбанк 1:3 (2:15, 15:12, 9:15, 11:15).
28.01: Единство — Аугусто 0:3 (3:15, 7:15, 7:15).
28.01: БТВ — Фоппапедретти 0:3 (5:15, 9:15, 14:16).
3.02: Искра — Филатлетик 3:0 (15:5, 15:3, 15:11).
4.02: Аугусто — Олимп 3:0 (15:5, 15:10, 15:5).
4.02: БТВ — Единство 2:3 (12:15, 15:8, 10:15, 15:5, 12:15).
4.02: Фоппапедретти — Вакыфбанк 3:1 (15:7, 5:15, 16:14, 15:13).
11.02: Олимп — БТВ 3:0 (15:7, 15:7, 15:8).
11.02: Филатлетик — Аугусто 3:1 (15:11, 8:15, 15:9, 15:8).
11.02: Вакыфбанк — Искра 3:1 (12:15, 15:11, 15:5, 15:7).
11.02: Единство — Фоппапедретти 0:3 (8:15, 5:15, 5:15).
18.02: Аугусто — Вакыфбанк 1:3 (8:15, 15:9, 16:17, 9:15).
18.02: Единство — Олимп 3:0 (15:7, 15:3, 15:10).
18.02: БТВ — Филатлетик 0:3 (11:15, 9:15, 13:15).
18.02: Фоппапедретти — Искра 3:0 (15:7, 15:8, 15:6).
23.02: Искра — Аугусто 1:3 (15:5, 3:15, 9:15, 9:15).
24.02: Филатлетик — Единство 3:2 (15:12, 16:17, 13:15, 15:8, 15:11).
24.02: Олимп — Фоппапедретти 0:3 (3:15, 3:15, 9:15).
24.02: Вакыфбанк — БТВ 3:0 (15:6, 15:9, 15:6).

### Группа В
| М | Команда                               | 1   | 2   | 3   | 4   | 5   | 6   | 7   | 8   | И | В | П | С/П   | О  |
| - | ------------------------------------- | --- | --- | --- | --- | --- | --- | --- | --- | - | - | - | ----- | -- |
| 1 | «Рьом-Овернь» (Рьом-эс-Монтань)       |     | 3:2 | 3:2 | 3:1 | 3:2 | 3:1 | 3:0 | 3:1 | 7 | 7 | 0 | 21:9  | 14 |
| 2 | «Дубровник»                           | 2:3 |     | 3:0 | 3:0 | 3:0 | 3:1 | 3:0 | 3:0 | 7 | 6 | 1 | 20:4  | 13 |
| 3 | «РАТБ-Грюндфош» (Бухарест)            | 2:3 | 0:3 |     | 3:2 | 3:0 | 0:3 | 2:3 | 3:0 | 7 | 3 | 4 | 13:14 | 10 |
| 4 | УСК «Мюнстер»                         | 1:3 | 0:3 | 2:3 |     | 3:1 | 3:0 | 0:3 | 3:0 | 7 | 3 | 4 | 12:13 | 10 |
| 5 | «Конструксьонес Маричаль» (Ла-Лагуна) | 2:3 | 0:3 | 0:3 | 1:3 |     | 3:1 | 3:0 | 3:0 | 7 | 3 | 4 | 12:13 | 10 |
| 6 | «Пост» (Вена)                         | 1:3 | 1:3 | 3:0 | 0:3 | 1:3 |     | 3:1 | 3:2 | 7 | 3 | 4 | 12:15 | 10 |
| 7 | «Левски-Сиконко» (София)              | 0:3 | 0:3 | 3:2 | 3:0 | 0:3 | 1:3 |     | 3:1 | 7 | 3 | 4 | 10:15 | 10 |
| 8 | «Бондюэль» (Вюгт)                     | 1:3 | 0:3 | 0:3 | 0:3 | 0:3 | 2:3 | 1:3 |     | 7 | 0 | 7 | 4:21  | 7  |

14.01: Левски-Сиконко — Пост 1:3 (13:15, 9:15, 16:14, 13:15).
14.01: РАТБ-Грюндфош — Рьом-Овернь 2:3 (15:9, 15:13, 7:15, 13:15, 13:15).
14.01: Дубровник — Бондюэль 3:0 (15:6, 15:2, 15:4).
14.01: Конструксьонес Маричаль — УСК Мюнстер 1:3 (11:15, 15:10, 9:15, 8:15).
20.01: Бондюэль — РАТБ-Грюндфош 0:3 (10:15, 12:15, 11:15).
21.01: УСК Мюнстер — Пост 3:0 (15:6, 15:10, 15:9).
21.01: Конструксьонес Маричаль — Дубровник 0:3 (3:15, 2:15, 4:15).
21.01: Рьом-Овернь — Левски-Сиконко 3:0 (15:7, 15:6, 15:7).
28.01: РАТБ-Грюндфош — Конструксьонес Маричаль 3:0 (15:10, 15:10, 15:9).
28.01: Дубровник — УСК Мюнстер 3:0 (15:0, 15:8, 15:12).
29.01: Левски-Сиконко — Бондюэль 3:1 (11:15, 15:9, 15:8, 15:7).
29.01: Пост — Рьом-Овернь 1:3 (2:15, 15:9, 6:15, 7:15).
3.02: Дубровник — РАТБ-Грюндфош 3:0 (15:2, 15:10, 15:6).
3.02: Бондюэль — Пост 2:3 (12:15, 14:16, 15:12, 15:12, 11:15).
4.02: УСК Мюнстер — Рьом-Овернь 1:3 (12:15. 14:16, 15:13, 12:15).
4.02: Конструксьонес Маричаль — Левски-Сиконко 3:0 (15:5, 15:6, 15:6).
10.02: Левски-Сиконко — Дубровник 0:3 (6:15, 12:15, 13:15).
11.02: РАТБ-Грюндфош — УСК Мюнстер 3:2 (11:15, 3:15, 15:11, 16:14, 15:9).
11.02: Рьом-Овернь — Бондюэль 3:1 (15:3, 11:15, 15:6, 15:6).
12.02: Пост — Конструксьонес Маричаль 1:3 (15:9, 11:15, 9:15, 8:15).
18.02: РАТБ-Грюндфош — Левски-Сиконко 2:3 (15:7, 4:15, 15:6, 13:15, 15:17).
18.02: Дубровник — Пост 3:1 (15:4, 16:14, 12:15, 15:7).
18.02: УСК Мюнстер — Бондюэль 3:0 (15:6, 15:6, 15:9).
18.02: Конструксьонес Маричаль — Рьом-Овернь 2:3 (15:12, 14:16, 10:15, 15:11, 12:15).
24.02: Левски-Сиконко — УСК Мюнстер 3:0 (15:8, 15:5, 15:8).
24.02: Пост — РАТБ-Грюндфош 3:0 (15:9, 15:3, 15:8).
24.02: Бондюэль — Конструксьонес Маричаль 0:3 (11:15, 7:15. 7:15).
24.02: Рьом-Овернь — Дубровник 3:2 (15:11, 11:15, 15:11, 12:15, 15:8).

## Финал четырёх
14—15 марта 1998.  Дубровник.
Участники:
 «Дубровник» 

 «Фоппапедретти» (Бергамо) 

 «Рьом-Овернь» (Рьом-эс-Монтань)

 «Вакыфбанк» (Анкара)

### Полуфинал
14 марта
 «Вакыфбанк» —  «Рьом-Овернь»
3:1 (15:13, 15:9, 15:6)
 «Дубровник» —  «Фоппапедретти»
3:2 (11:15, 15:11, 15:10, 8:15, 15:12)

### Матч за 3-е место
15 марта
 «Фоппапедретти» —  «Рьом-Овернь»
3:2 (13:15, 15:7, 8:15, 15:12, 15:12)

### Финал
15 марта
 «Дубровник» —  «Вакыфбанк»
3:0 (15:8, 15:7, 15:7)

### Итоги

#### Положение команд
| «Дубровник» (Дубровник)            |
| «Вакыфбанк» (Анкара)               |
| «Фоппапедретти» (Бергамо)          |
| 4. «Рьом-Овернь» (Рьом-эс-Монтань) |

#### Призёры
«Дубровник» (Дубровник): Биляна Глигорович, Татьяна Сидоренко, Елена Година, Славица Кузманич, Елена Василевская, Елизавета Тищенко, Елена Чебукина, Мирела Делич, Бети Римац, Илияна Дуганджич, Снежана Миич. Главный тренер — Михаил Омельченко.
  «Вакыфбанк» (Анкара): Бахар Мерт, Пелин Челик, Антонина Зетова, Олеся Каралюс, Татьяна Шенель, Чигдем Расна, Айсун Айхан, Фатма Сипахиоглу, Изольда Кёрфез, Элен Янгз. Главный тренер — Анджей Немчик. 
  «Фоппапедретти» (Бергамо). Елена Дрозина, Мауриция Каччатори, Хенриэтте Версинг, Дарина Мифкова, Жизель Гавио, Мирея Луис Эрнандес, Сабрина Бертини, Антонелла Брагалья, Элена Галастри, Сусанне Ламе, Роберта Марини. Главный тренер — Марко Бонитта.